# 더블 드래곤
《더블 드래곤》(Double Dragon, ダブルドラゴン)은 1987년에 아케이드 게임으로 처음 출시된 비디오 게임 시리즈이다.

## 시리즈 작품
- 『더블 드래곤』(DOUBLE DRAGON)
- 『더블 드래곤II 더 리벤지』(DOUBLE DRAGON II The Revenge)
- 『더블 드래곤3 더 로젯타 스톤』(DOUBLE DRAGON 3 The Rosetta Stone)
- 『리턴 오브 더블 드래곤』(RETURN OF DOUBLE DRAGON)
- 『더블 드래곤』(네오지오판)(DOUBLE DRAGON)
- 『더블 드래곤 어드밴스』(DOUBLE DRAGON ADVANCE)
- 『더블 드래곤 네온』(DOUBLE DRAGON NEON)

### 더블 드래곤
게임 구성이 매우 심플하다. 잡졸 2명과 여자 졸개, 덩치 큰 보스, 주인공과 똑같은 적, 최종보스 이런 구성이다.
- A: 주먹
- B: 발차기
- C: 점프

#### 버그
스테이지 1에서 보스를 쓰러뜨리자마자 스테이지2방향으로 단검을 던지면(단검을 던지려고 하는 모습으로 클리어) 그 단검이 그대로 날아가서 스테이지 2에 존재하게 된다. 몇몇 고수들은 이 버그를 이용해서 스테이지1에서 나오는 단검으로 스테이지2의 보스인 제프를 공격한다.

### 더블 드래곤II 더 리벤지
그래픽은 전작과 거의 흡사하지만 전작에 비해 난이도가 급상승 했고 기술이 더욱 다양해졌으며 전작과 달리 주먹 펀치 등 버튼이 정해진 것이 아니라 캐릭터의 주시 방향에 따라 공격 기술이 바뀌는 형식으로 바뀌어 게임 매뉴얼 등이 전무하다시피 했던 당시에 기존 1의 조작방식에 익숙했던 기존 유저들과 동네 초딩들이 조작방식을 제대로 이해하지 못 하고 맨붕 당했다. 이 공격 방식은 열혈경파 쿠니오군에서 사용하던 것을 그대로 이식한 것이다. 또한 전작의 밥줄인 엘보우 공격이 적 ai의 난이도 상승으로 앉아서 피할 수 있게 바뀌어 ai가 일어서자마자 바로 엘보우로 공격, 다운 시키는 식의 전작 플레이가 힘들어졌다. 새로 생긴 기술인 용미람풍각은 공중 회전각 형태의 기술로 위력이 엄청나지만 적이 쉽게 피할 수 있다는 단점이 존재한다.
- A: 왼쪽을 보고 있으면 주먹, 오른쪽을 보고 있으면 왼쪽으로 뒷발차기
- B: 왼쪽을 보고 있으면 오른쪽으로 뒷발차기, 오른쪽을 보고 있으면 주먹
- C: 점프

### 더블 드래곤3 더 로젯타 스톤
전작과는 전혀 다른 게임이 된 데다가 현질을 유도하는 시스템 때문에 많은 사람들로부터 비난을 받았다. 그 동안 쌓아올린 더블드래곤의 명성을 한번에 무너뜨린 졸작이다.
모든 옵션과 아이템을 게임머니가 아닌 실제 현금으로 구매하게 되어 있어서 논란이 많은 게임이다. 상점에서 다음과 같은 아이템을 구매할 수 있다. 가격은 모두 실제 현금이다.
- 용병(Extra Guys)
  - 스테이지1,4 : 로니 - 덩지가 큰 캐릭터로 전작의 오하라와 비슷한 외모를 지녔다. 체력이 좋은 대신 동작이 엄청 느리다.
  - 스테이지2 : 첸 - 키가 작고 뚱뚱한 중국인 권법가. 리치가 굉장히 짧다.
  - 스테이지3 : 마사오 - 일본의 공수도 사범. 공수도복을 입고 있으며 기본능력은 빌리나 지미와 비슷하다.
- 캐릭터 성능 업그레이드(Tricks)
- 무기(Weapons)
  - 스테이지2 : 쌍절곤.
  - 스테이지3 : 일본도. 적 졸개를 한방에 죽일 수 있다.
- 체력(Energy) : 해당 캐링터의 최대체력이 된다.
- 파워 업(Power Up)

### 더블 드래곤 어드밴스
양복입은 에이전트 때문에 빡종 빡겜 하는 게임